# Hatley (municipalité)
Pour les articles homonymes, voir Hatley.
Ne doit pas être confondu avec la municipalité du canton de Hatley
Hatley est une municipalité du Québec située dans la MRC de Memphrémagog en Estrie. Elle comprend principalement les hameaux de Massawippi et de Hatley.

## Toponymie
« Le regroupement de la municipalité du village de Hatley et de la municipalité du canton de Hatley-Partie-Ouest s'est fait le 27 septembre 1995. La nouvelle entité issue de la fusion se situe d'une part, entre le lac Massawippi à l'ouest et le canton de Compton à l'est, et d'autre part, entre la municipalité du canton de Hatley au nord et la municipalité de Barnston-Ouest au sud. L'ancienne municipalité du village de Hatley provenait d'une portion du territoire de la municipalité du canton de Hatley, détachée en 1912; il en est de même pour la municipalité du canton de Hatley-Partie-Ouest érigée en 1917, qui origine du détachement territorial de la municipalité de canton homonyme ».

## Géographie
Hatley est à l'est du lac Massawippi. La municipalité est traversée par la route 208 et la route 143.

## Démographie
| 1996 | 2001 | 2006 | 2011 | 2016 | 2021 |
| ---- | ---- | ---- | ---- | ---- | ---- |
| 642  | 709  | 777  | 761  | 685  | 771  |

## Administration
Les élections municipales se font en bloc pour le maire et les six conseillers.
| Hatley (municipalité) Maires depuis 2003                                                                             |                     |         |          |
| Élection | Maire               | Qualité | Résultat |
| 2003 | Jacques de Léséleuc |         | Voir     |
| 2005 | Jacques de Léséleuc | Voir    |          |
| 2009 | Jacques de Léséleuc | Voir    |          |
| n/d | Denis Ferland       |         | n/d      |
| 2013 | Denis Ferland       | Voir    |          |
| 2017 | Denis Ferland       | Voir    |          |
| 2021 | Hélène Daneau       |         | Voir     |
| Élection partielle en italique Depuis 2005, les élections sont simultanées dans toutes les municipalités québécoises |                     |         |          |